# José Leite Lopes
José Leite Lopes (28 octobre 1918 - 12 juin 2006) est un physicien théoricien brésilien qui travaille dans le domaine de la théorie quantique des champs et de la physique des particules.

## Biographie
Leite Lopes commence ses études universitaires en 1935, s'inscrivant en chimie industrielle à l'école de chimie de Pernambuco. En 1937, alors qu'il présente une communication à une conférence scientifique à Rio de Janeiro, le jeune étudiant rencontre le physicien brésilien Mário Schenberg et est présenté par lui à São Paulo aux physiciens italiens Luigi Fantappiè et Gleb Wataghin. Tous trois travaillent sur la recherche en physique à l'Université de São Paulo, alors récemment créée, dans un climat de grande effervescence intellectuelle et un terreau fertile pour une jeune génération brillante de ce qui va devenir l'élite de la physique brésilienne, comme César Lattes, Oscar Sala, Roberto Salmeron, Jayme Tiomno et Marcelo Damy. Encouragé à étudier la physique par ce qu'il a vu, Leite Lopes part à Rio de Janeiro après avoir obtenu son diplôme en 1939. Il passe les examens d'entrée à la Faculté nationale de philosophie de l'Université fédérale de Rio de Janeiro en 1940 et obtient un baccalauréat en physique en 1942. Acceptant une invitation de Carlos Chagas Filho, Leite Lopes commence à travailler la même année à l'Institut de biophysique de l'Université fédérale de Rio de Janeiro, mais part rapidement à l'Université de São Paulo pour entreprendre des études supérieures en mécanique quantique avec son professeur, ami et parrain, Mário Schenberg. Son travail principal pendant ce temps est sur le calcul du champ de rayonnement des électrons de Dirac. En 1944, Leite Lopes obtient une bourse américaine pour étudier à l'Université de Princeton, dans le New Jersey, aux États-Unis, sous la direction de Josef-Maria Jauch. Là, il a l'occasion d'apprendre et de travailler avec des géants de la physique théorique, tels qu'Albert Einstein, Wolfgang Pauli et John von Neumann, malgré le fait que la plupart des professeurs sont absents, impliqués dans le projet Manhattan (le développement du premier bombes atomiques). En 1946, il termine sa thèse de doctorat, sur le thème de l'influence du recul des particules lourdes sur l'énergie potentielle nucléaire, et retourne à Rio de Janeiro. Il accepte la chaire intérimaire de physique théorique et supérieure à l'Université du Brésil, et commence à donner des conférences sur la mécanique quantique et la théorie quantique du rayonnement. En 1948, il est confirmé comme président après avoir présenté une thèse sur la théorie des forces nucléaires.
Avec César Lattes, un jeune physicien de São Paulo qui a acquis une renommée internationale en raison de sa co-découverte d'un nouveau type de particule nucléaire, le pion (pi-meson), Leite Lopes joue un rôle déterminant dans la création en janvier 1949, à Rio de Janeiro, le centre brésilien de recherches physiques (Centro Brasileiro de Pesquisas Físicas, CBPF), un centre de recherche en physique théorique (le premier en Amérique latine), financé par des fonds de la Confederação Nacional de Indústrias (Confédération brésilienne des industries), alors présidé par Euvaldo Lodi. La même année, Leite Lopes est invité par Robert Oppenheimer à passer une autre année d'études à l'Institute for Advanced Study de Princeton, où il assiste aux conférences de Richard Feynman, Victor Weisskopf et Paul Dirac. En 1957, il visite de nouveau les États-Unis dans le cadre d'une bourse, à l'invitation de Richard Feynman, au California Institute of Technology.
En 1969, le nouveau régime militaire au Brésil lui retire ses droits politiques, ainsi que plusieurs autres professeurs, soi-disant sur la base de sa participation à une "conspiration communiste". Il est renvoyé sommairement du Centre même qu'il a créé et s'exile volontairement aux États-Unis (à l'Université Carnegie-Mellon), mais après que la preuve de la collaboration des États-Unis avec le coup d'État militaire de 1964 ait été manifeste, il part à l'Université Louis Pasteur, à Strasbourg, France. De 1974 à 1978, Leite Lopes est nommé professeur titulaire à l'Université Louis Pasteur, assumant la direction de la Division des hautes énergies et le poste de vice-directeur du Centre de Recherches Nucléaires, une partie du Centre National de la Recherche Scientifique (CNRS). Il retourne au Brésil en 1986, en tant que directeur du Centro Brasileiro de Pesquisas Físicas. Il est également président honoraire de la Société brésilienne pour l'avancement des sciences.
Parmi de nombreux honneurs et prix internationaux et nationaux, Leite Lopes reçoit le prix de science et technologie du Mexique en 1993, le Prix scientifique de l'UNESCO 1999 et reçoit la Grande Croix de l'Ordre brésilien du mérite scientifique.